# Großer Preis von Großbritannien 1973
Der Große Preis von Großbritannien 1973 (offiziell John Player Grand Prix) fand am 14. Juli auf dem Silverstone Circuit in Silverstone statt und war das neunte Rennen der Automobil-Weltmeisterschaft 1973.

## Berichte

### Hintergrund
Ein mit 29 Piloten außergewöhnlich großes Fahrerfeld wurde für den Großen Preis von Großbritannien gemeldet. Darunter befanden sich mit Roger Williamson im Werks-March, Jochen Mass in einem dritten Surtees-Werkswagen, John Watson in einem vierten Brabham und Graham McRae im zweiten Wagen von Frank Williams Racing Cars vier Formel-1-Debütanten.
Obwohl McLaren-Stammfahrer Peter Revson ins Team zurückkehrte, erhielt auch sein Vertreter Jody Scheckter dank seiner guten Leistungen bei den bisherigen Auftritten einen dritten Werkswagen.
Jean-Pierre Jarier pausierte auf eigenen Wunsch und wurde im March-Werksteam durch Williamson ersetzt, während Mike Beuttler, James Hunt und David Purley jeweils erneut in privat eingesetzten March am Rennwochenende teilnahmen.
Chris Amon kehrte am Steuer des einzigen Werks-Tecno wieder ins Teilnehmerfeld zurück.

### Training
Der Sieger des vorangegangenen Großen Preises von Frankreich, Ronnie Peterson, sicherte sich die Pole-Position. Auf den nächsten Plätzen in der ersten Startreihe folgten die beiden McLaren von Denis Hulme und Revson. Dahinter qualifizierten sich die WM-Kontrahenten Jackie Stewart und Emerson Fittipaldi für die zweite Reihe.
Mass qualifizierte sich als bester der vier Neulinge für den vierzehnten Startplatz.

### Rennen
David Purley verzichtete nach einem Trainingsunfall auf die Teilnahme am Rennen.
Durch einen Getriebeschaden am Start behindert, wurde Niki Lauda von Jackie Oliver gerammt, der von hinten kommend nicht schnell genug reagieren und ausweichen konnte. Beide Fahrzeuge schieden zunächst aus dem Rennen aus.
Unterdessen hatte Peterson seine Pole-Position in eine Führung umgesetzt, verlor diese Position jedoch bereits innerhalb der ersten Runde an Stewart. Dahinter folgte Carlos Reutemann, der nach einem guten Start vom achten Platz aus vor Scheckter und Hulme lag.
Am Ende der ersten Runde verlor Scheckter im Bereich der Woodcote-Kurve die Kontrolle über sein Fahrzeug und drehte sich in die Boxenmauer. Sein Wagen prallte von dieser zurück auf die Strecke, während sich einige Verfolger als dichtes Pulk der Stelle näherten. Neun Fahrzeuge wurden daraufhin in die bis dato größte Massenkarambolage der Formel-1-Geschichte verwickelt. Graham Hill konnte als einziger der Involvierten zunächst weiterfahren, da sein Fahrzeug nur leicht beschädigt worden war. Da die Strecke jedoch fast völlig blockiert war und Rettungskräfte zu den teilweise eingeklemmten Fahrern vordringen mussten, entschied sich die Rennleitung erstmals in der Geschichte für die Unterbrechung eines Grand Prix. Andrea de Adamich, der sich Brüche an den Beinen zugezogen hatte, erwies sich glücklicherweise als der einzige ernsthaft Verletzte. Nach 90-minütigen Aufräumarbeiten konnte das Rennen neu gestartet werden, wobei nur noch 19 Fahrer über intakte Fahrzeuge verfügten.
Laudas Wagen, der beim ersten Start beschädigt worden war, war in der Zwischenzeit repariert worden, sodass der Österreicher am Neustart teilnehmen konnte. Sein Unfallgegner Oliver konnte hingegen nicht mehr antreten. Aufgrund eines leeren Startplatzes vor ihm gelang Lauda ein guter Start, der ihn auf den zweiten Rang hinter Peterson und vor Stewart, Fittipaldi und Revson brachte.
In der zweiten Runde wurde Lauda von Stewart und in der siebten schließlich von Fittipaldi überholt. Zur gleichen Zeit drehte sich Stewart aufgrund eines Getriebeproblems. In den folgenden Runden fiel Lauda stets weiter zurück, indem er nacheinander von Revson, Hulme, Hunt, François Cevert und Reutemann überholt wurde. Daraufhin blieb die Reihenfolge konstant, bis Emerson Fittipaldi in Runde 37 wegen eines Getriebeproblems aufgeben musste. Dieser Ausfall brachte Revson in die Position, sich mit Peterson um die Führung zu duellieren. In der 39. Runde gewann er dieses Duell und hielt die Führung knapp bis ins Ziel, womit er sich seinen ersten Grand-Prix-Sieg sicherte.
Erneut sorgte Hunt für Furore. In seinem erst zweiten Rennen fuhr er bis auf den dritten Rang nach vorn und duellierte sich mit Peterson um den zweiten Platz. Die dazu nötige aggressive Fahrweise verursachte jedoch einen starken Reifenverschleiß, sodass Hunt am Ende Vierter hinter Hulme wurde.

## Meldeliste
| Team                           | Nr. | Fahrer               | Chassis          | Motor                    | Reifen |
| ------------------------------ | --- | -------------------- | ---------------- | ------------------------ | ------ |
| John Player Team Lotus         | 01  | Emerson Fittipaldi   | Lotus 72E        | Ford Cosworth DFV 3.0 V8 | G      |
| John Player Team Lotus         | 02  | Ronnie Peterson      | Lotus 72E        | Ford Cosworth DFV 3.0 V8 | G      |
| Scuderia Ferrari SpA SEFAC     | 03  | Jacky Ickx           | Ferrari 312B3    | Ferrari 001/11 3.0 F12   | G      |
| Elf Team Tyrrell               | 05  | Jackie Stewart       | Tyrrell 006      | Ford Cosworth DFV 3.0 V8 | G      |
| Elf Team Tyrrell               | 06  | François Cevert      | Tyrrell 006      | Ford Cosworth DFV 3.0 V8 | G      |
| Yardley Team McLaren           | 07  | Denis Hulme          | McLaren M23      | Ford Cosworth DFV 3.0 V8 | G      |
| Yardley Team McLaren           | 08  | Peter Revson         | McLaren M23      | Ford Cosworth DFV 3.0 V8 | G      |
| Yardley Team McLaren           | 30  | Jody Scheckter       | McLaren M23      | Ford Cosworth DFV 3.0 V8 | G      |
| Ceramica Pagnossin Team        | 29  | John Watson          | Brabham BT37     | Ford Cosworth DFV 3.0 V8 | G      |
| Ceramica Pagnossin Team        | 09  | Andrea de Adamich    | Brabham BT42     | Ford Cosworth DFV 3.0 V8 | G      |
| Motor Racing Developments      | 10  | Carlos Reutemann     | Brabham BT42     | Ford Cosworth DFV 3.0 V8 | G      |
| Motor Racing Developments      | 11  | Wilson Fittipaldi    | Brabham BT42     | Ford Cosworth DFV 3.0 V8 | G      |
| Embassy Racing                 | 12  | Graham Hill          | Shadow DN1       | Ford Cosworth DFV 3.0 V8 | G      |
| STP March Racing Team          | 14  | Roger Williamson     | March 731        | Ford Cosworth DFV 3.0 V8 | G      |
| Clarke-Mordaunt-Guthrie Racing | 15  | Mike Beuttler        | March 731        | Ford Cosworth DFV 3.0 V8 | G      |
| UOP Shadow Racing Team         | 16  | George Follmer       | Shadow DN1       | Ford Cosworth DFV 3.0 V8 | G      |
| UOP Shadow Racing Team         | 17  | Jackie Oliver        | Shadow DN1       | Ford Cosworth DFV 3.0 V8 | G      |
| LEC Refrigeration Racing       | 18  | David Purley         | March 731        | Ford Cosworth DFV 3.0 V8 | G      |
| Marlboro B.R.M.                | 19  | Clay Regazzoni       | BRM P160E        | BRM P142 3.0 V12         | F      |
| Marlboro B.R.M.                | 20  | Jean-Pierre Beltoise | BRM P160E        | BRM P142 3.0 V12         | F      |
| Marlboro B.R.M.                | 21  | Niki Lauda           | BRM P160E        | BRM P142 3.0 V12         | F      |
| Martini Racing Team            | 22  | Chris Amon           | Tecno PA123/6    | Tecno Series-P 3.0 F12   | F      |
| Brooke Bond Oxo Team Surtees   | 23  | Mike Hailwood        | Surtees TS14A    | Ford Cosworth DFV 3.0 V8 | F      |
| Brooke Bond Oxo Team Surtees   | 24  | Carlos Pace          | Surtees TS14A    | Ford Cosworth DFV 3.0 V8 | F      |
| Team Surtees                   | 31  | Jochen Mass          | Surtees TS14A    | Ford Cosworth DFV 3.0 V8 | F      |
| Frank Williams Racing Cars     | 25  | Howden Ganley        | Iso-Marlboro IR2 | Ford Cosworth DFV 3.0 V8 | F      |
| Frank Williams Racing Cars     | 26  | Graham McRae         | Iso-Marlboro IR1 | Ford Cosworth DFV 3.0 V8 | F      |
| Hesketh Racing                 | 27  | James Hunt           | March 731        | Ford Cosworth DFV 3.0 V8 | G      |
| Team Ensign                    | 28  | Rikky von Opel       | Ensign N173      | Ford Cosworth DFV 3.0 V8 | F      |

## Klassifikationen

### Startaufstellung
| Pos. | Fahrer               | Konstrukteur | Zeit   | Ø-Geschwindigkeit | Start |
| ---- | -------------------- | ------------ | ------ | ----------------- | ----- |
| 01   | Ronnie Peterson      | Lotus-Ford   | 1:16,3 | 222,275 km/h      | 01    |
| 02   | Denis Hulme          | McLaren-Ford | 1:16,5 | 221,694 km/h      | 02    |
| 03   | Peter Revson         | McLaren-Ford | 1:16,5 | 221,694 km/h      | 03    |
| 04   | Jackie Stewart       | Tyrrell-Ford | 1:16,7 | 221,116 km/h      | 04    |
| 05   | Emerson Fittipaldi   | Lotus-Ford   | 1:16,7 | 221,116 km/h      | 05    |
| 06   | Jody Scheckter       | McLaren-Ford | 1:16,9 | 220,541 km/h      | 06    |
| 07   | François Cevert      | Tyrrell-Ford | 1:17,3 | 219,400 km/h      | 07    |
| 08   | Carlos Reutemann     | Brabham-Ford | 1:17,4 | 219,116 km/h      | 08    |
| 09   | Niki Lauda           | B.R.M.       | 1:17,4 | 219,116 km/h      | 09    |
| 10   | Clay Regazzoni       | B.R.M.       | 1:17,5 | 218,834 km/h      | 10    |
| 11   | James Hunt           | March-Ford   | 1:17,6 | 218,552 km/h      | 11    |
| 12   | Mike Hailwood        | Surtees-Ford | 1:18,0 | 217,431 km/h      | 12    |
| 13   | Wilson Fittipaldi    | Brabham-Ford | 1:18,1 | 217,152 km/h      | 13    |
| 14   | Jochen Mass          | Surtees-Ford | 1:18,3 | 216,598 km/h      | 14    |
| 15   | Carlos Pace          | Surtees-Ford | 1:18,3 | 216,598 km/h      | 15    |
| 16   | David Purley         | March-Ford   | 1:18,4 | 216,321 km/h      | 16    |
| 17   | Jean-Pierre Beltoise | B.R.M.       | 1:18,4 | 216,321 km/h      | 17    |
| 18   | Howden Ganley        | Iso-Ford     | 1:18,6 | 215,771 km/h      | 18    |
| 19   | Jacky Ickx           | Ferrari      | 1:18,9 | 214,951 km/h      | 19    |
| 20   | Andrea de Adamich    | Brabham-Ford | 1:19,1 | 214,407 km/h      | 20    |
| 21   | Rikky von Opel       | Ensign-Ford  | 1:19,2 | 214,136 km/h      | 21    |
| 22   | Roger Williamson     | March-Ford   | 1:19,5 | 213,328 km/h      | 22    |
| 23   | John Watson          | Brabham-Ford | 1:20,1 | 211,730 km/h      | 23    |
| 24   | Mike Beuttler        | March-Ford   | 1:20,1 | 211,730 km/h      | 24    |
| 25   | George Follmer       | Shadow-Ford  | 1:20,3 | 211,203 km/h      | 25    |
| 26   | Jackie Oliver        | Shadow-Ford  | 1:20,3 | 211,203 km/h      | 26    |
| 27   | Graham Hill          | Shadow-Ford  | 1:20,5 | 210,678 km/h      | 27    |
| 28   | Graham McRae         | Iso-Ford     | 1:20,8 | 209,896 km/h      | 28    |
| 29   | Chris Amon           | Tecno        | 1:21,0 | 209,378 km/h      | 29    |

### Rennen
| Pos. | Fahrer               | Konstrukteur | Runden | Stopps | Zeit       | Start | Schnellste Runde |
| ---- | -------------------- | ------------ | ------ | ------ | ---------- | ----- | ---------------- |
| 01   | Peter Revson         | McLaren-Ford | 67     | 0      | 1:29:18,5  | 03    | 1:18,7           |
| 02   | Ronnie Peterson      | Lotus-Ford   | 67     | 0      | + 2,8      | 01    | 1:18,7           |
| 03   | Denis Hulme          | McLaren-Ford | 67     | 0      | + 3,0      | 02    | 1:18,7           |
| 04   | James Hunt           | March-Ford   | 67     | 0      | + 3,4      | 11    | 1:18,6 (50.)     |
| 05   | François Cevert      | Tyrrell-Ford | 67     | 0      | + 36,6     | 07    | 1:19,4           |
| 06   | Carlos Reutemann     | Brabham-Ford | 67     | 0      | + 44,7     | 08    | 1:19,5           |
| 07   | Clay Regazzoni       | B.R.M.       | 67     | 0      | + 1:11,7   | 10    | 1:19,8           |
| 08   | Jacky Ickx           | Ferrari      | 67     | 0      | + 1:17,4   | 19    | 1:20,0           |
| 09   | Howden Ganley        | Iso-Ford     | 66     | 0      | + 1 Runde  | 18    | 1:20,1           |
| 10   | Jackie Stewart       | Tyrrell-Ford | 66     | 1      | + 1 Runde  | 04    | 1:19,0           |
| 11   | Mike Beuttler        | March-Ford   | 65     | 0      | + 2 Runden | 24    | 1:21,6           |
| 12   | Niki Lauda           | B.R.M.       | 63     | 1      | + 4 Runden | 09    | 1:19,6           |
| 13   | Rikky von Opel       | Ensign-Ford  | 61     | 0      | + 6 Runden | 21    | 1:22,0           |
| –    | Wilson Fittipaldi    | Brabham-Ford | 44     | 0      | DNF        | 13    | 1:20,0           |
| –    | Emerson Fittipaldi   | Lotus-Ford   | 36     | 0      | DNF        | 05    | 1:21,2           |
| –    | John Watson          | Brabham-Ford | 36     | 0      | DNF        | 23    | 1:19,0           |
| –    | Graham Hill          | Shadow-Ford  | 24     | 0      | DNF        | 27    | 1:21,2           |
| –    | Chris Amon           | Tecno        | 6      | 0      | DNF        | 29    | 1:22,9           |
| –    | Jody Scheckter       | McLaren-Ford | 0      | 0      | DNF        | 06    | –                |
| –    | Mike Hailwood        | Surtees-Ford | 0      | 0      | DNF        | 12    | –                |
| –    | Jochen Mass          | Surtees-Ford | 0      | 0      | DNF        | 14    | –                |
| –    | Carlos Pace          | Surtees-Ford | 0      | 0      | DNF        | 15    | –                |
| –    | Jean-Pierre Beltoise | B.R.M.       | 0      | 0      | DNF        | 17    | –                |
| –    | Andrea de Adamich    | Brabham-Ford | 0      | 0      | DNF        | 20    | –                |
| –    | Roger Williamson     | March-Ford   | 0      | 0      | DNF        | 22    | –                |
| –    | George Follmer       | Shadow-Ford  | 0      | 0      | DNF        | 25    | –                |
| –    | Jackie Oliver        | Shadow-Ford  | 0      | 0      | DNF        | 26    | –                |
| –    | Graham McRae         | Iso-Ford     | 0      | 0      | DNF        | 28    | –                |
| DNS  | David Purley         | March-Ford   | –      | –      | –          | 16    | –                |

## WM-Stände nach dem Rennen
Die ersten sechs des Rennens bekamen 9, 6, 4, 3, 2 bzw. 1 Punkt(e). In der Konstrukteurswertung zählten nur die Punkte des bestplatzierten Fahrers eines Teams. Es zählten nur die besten sieben Ergebnisse aus den ersten acht Rennen und die besten sechs aus den letzten sieben Rennen. Streichresultate sind in Klammern gesetzt.

### Fahrerwertung
| Pos. | Fahrer               | Konstrukteur                | Punkte |
| ---- | -------------------- | --------------------------- | ------ |
| 01   | Jackie Stewart       | Tyrrell-Ford                | 42     |
| 02   | Emerson Fittipaldi   | Lotus-Ford                  | 41     |
| 03   | François Cevert      | Tyrrell-Ford                | 33     |
| 04   | Ronnie Peterson      | Lotus-Ford                  | 25     |
| 05   | Denis Hulme          | McLaren-Ford                | 23     |
| 06   | Peter Revson         | McLaren-Ford                | 20     |
| 07   | Carlos Reutemann     | Brabham-Ford                | 8      |
| 08   | Jacky Ickx           | Ferrari                     | 7      |
| 09   | Arturo Merzario      | Ferrari                     | 6      |
| 10   | George Follmer       | Shadow-Ford                 | 5      |
| 11   | James Hunt           | March-Ford                  | 4      |
| 12   | Andrea de Adamich    | Surtees-Ford / Brabham-Ford | 3      |
| 13   | Jean-Pierre Beltoise | B.R.M.                      | 2      |
| 14   | Niki Lauda           | B.R.M.                      | 2      |
| 15   | Wilson Fittipaldi    | Brabham-Ford                | 1      |
| 16   | Clay Regazzoni       | B.R.M.                      | 1      |
| 17   | Chris Amon           | Tecno                       | 1      |
| 18   | Mike Beuttler        | March-Ford                  | 0      |
| 19   | Howden Ganley        | Iso-Ford                    | 0      |

| Pos. | Fahrer             | Konstrukteur | Punkte |
| ---- | ------------------ | ------------ | ------ |
| 20   | Henri Pescarolo    | March-Ford   | 0      |
| 21   | Carlos Pace        | Surtees-Ford | 0      |
| 22   | Mike Hailwood      | Surtees-Ford | 0      |
| 23   | Nanni Galli        | Iso-Ford     | 0      |
| 24   | Jody Scheckter     | McLaren-Ford | 0      |
| 25   | Graham Hill        | Shadow-Ford  | 0      |
| 26   | Jackie Oliver      | Shadow-Ford  | 0      |
| 27   | Luiz Bueno         | Surtees-Ford | 0      |
| 28   | Rikky von Opel     | Ensign-Ford  | 0      |
| –    | Jean-Pierre Jarier | March-Ford   | 0      |
| –    | Eddie Keizan       | Tyrrell-Ford | 0      |
| –    | Jackie Pretorius   | Iso-Ford     | 0      |
| –    | Dave Charlton      | Lotus-Ford   | 0      |
| –    | David Purley       | March-Ford   | 0      |
| –    | Reine Wisell       | March-Ford   | 0      |
| –    | John Watson        | Brabham-Ford | 0      |
| –    | Jochen Mass        | Surtees-Ford | 0      |
| –    | Roger Williamson   | March-Ford   | 0      |
| –    | Graham McRae       | Iso-Ford     | 0      |

### Konstrukteurswertung
| Pos. | Konstrukteur | Punkte  |
| ---- | ------------ | ------- |
| 01   | Lotus-Ford   | 58 (62) |
| 02   | Tyrrell-Ford | 53 (57) |
| 03   | McLaren-Ford | 35      |
| 04   | Brabham-Ford | 12      |
| 05   | Ferrari      | 12      |
| 06   | Shadow-Ford  | 5       |

| Pos. | Konstrukteur | Punkte |
| ---- | ------------ | ------ |
| 07   | B.R.M.       | 5      |
| 08   | March-Ford   | 4      |
| 09   | Tecno        | 1      |
| 10   | Iso-Ford     | 0      |
| 11   | Surtees-Ford | 0      |
| 12   | Ensign-Ford  | 0      |